# Хлебінська школа живопису

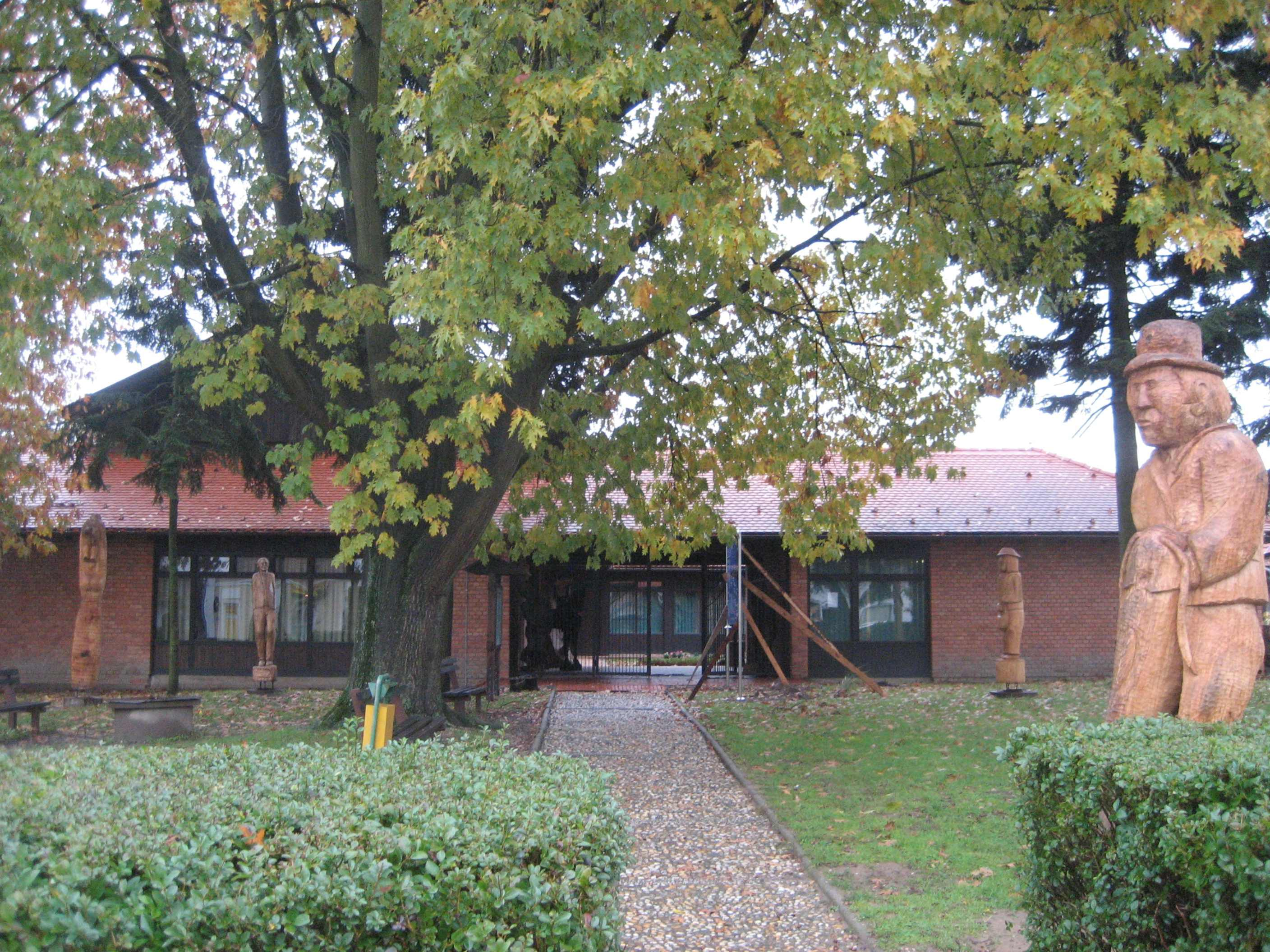
Музей наївного мистецтва в Хлебіні.

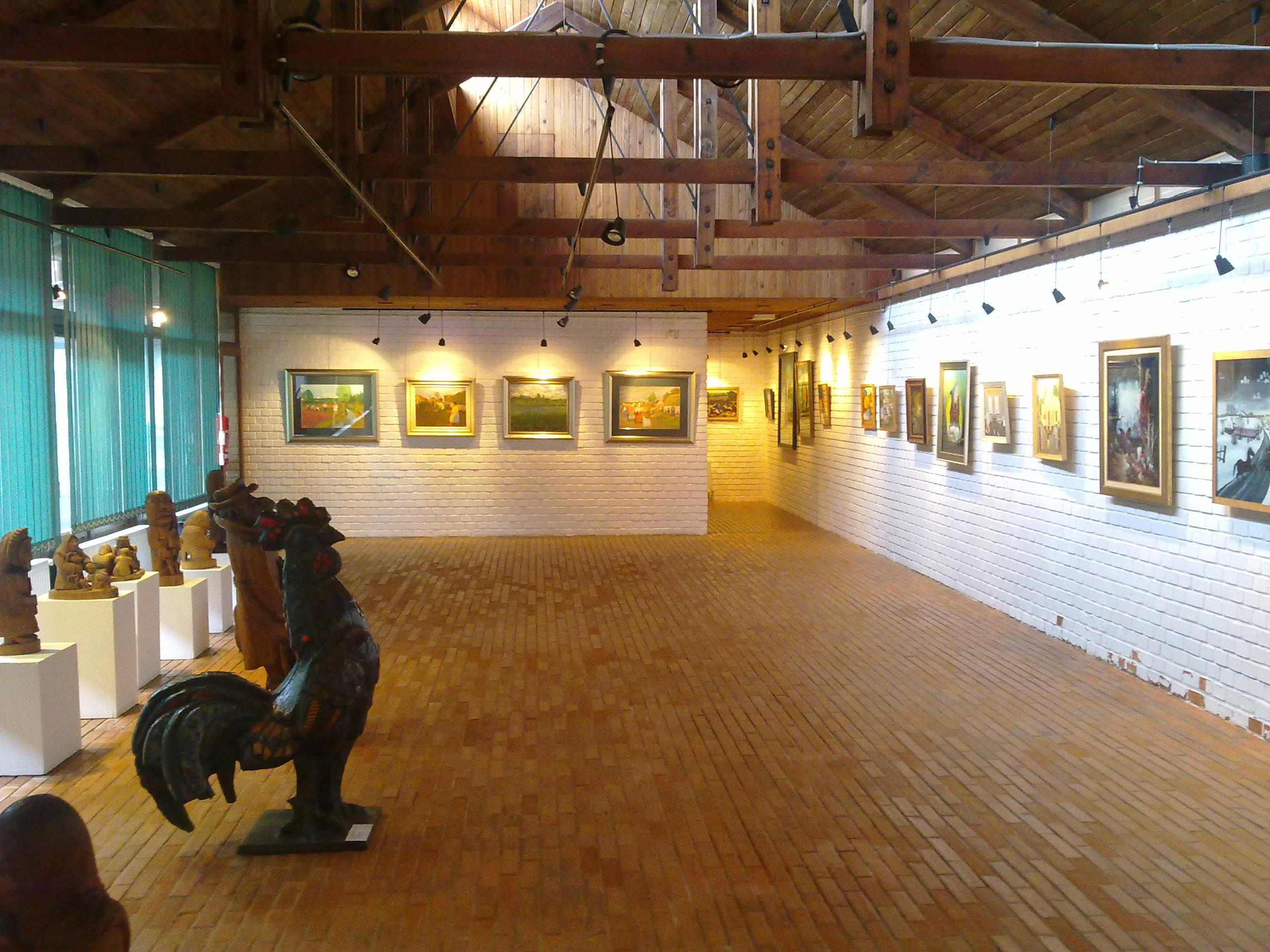
Музей наївного мистецтва в Хлебіні.

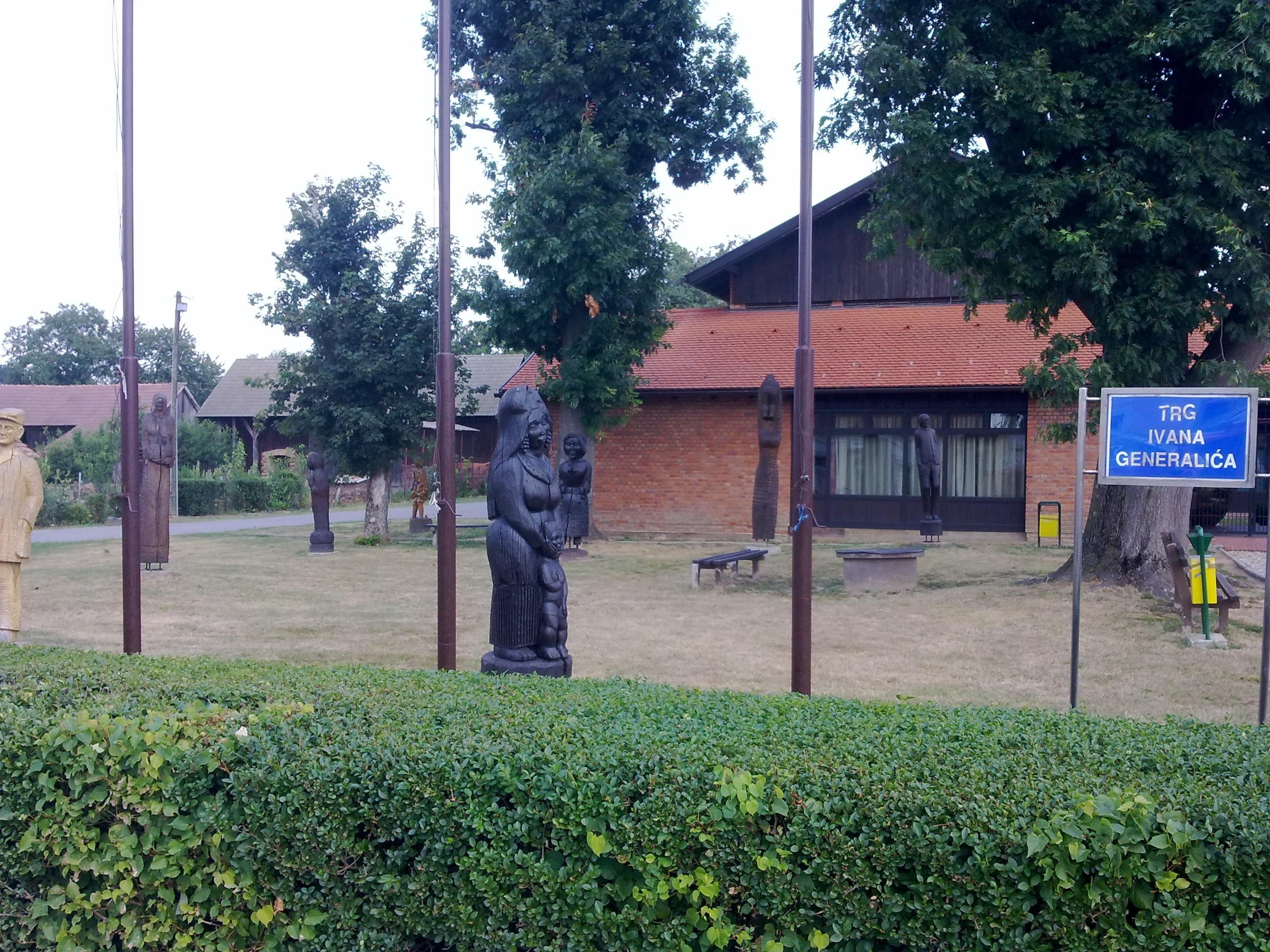
Музей наївного мистецтва в Хлебіні.

Хлебінська школа живопису — назва групи художників із хорватського села Хлебіне неподалік Копрівніца, які в першій половині 20 століття писали картині олією на склі.

## Історія школи малярства
Назва сформувалася на честь художнього руху на початку третього десятиліття двадцятого століття в селі Хлебіне недалеко від Копрівніца. Художники писали картини олією на склі. У 1931 році вони зробили виставку, яка принесла їм суспільне визнання. Наївне мистецтво стало популярною формою художнього вираження в Хорватії, воно підкреслювало соціальну грубість сільського способу життя. Генераліч був першим майстром Хлебінської школи і першим, хто виробив особистий стиль, досягнувши високих художніх стандартів у своїх роботах.
Після Другої світової війни наступне покоління хлебінських художників зосереджується на стилізованому зображенні сільського життя. Іван Генераліч був домінуючою фігурою Хлебінської школи малярства. У школі навчались представники нового покоління, а саме: Мійо Ковачич, Іван Веченай, Іван Лацкович Кроата, Драган Гажі, Франйо Філіпович та Мартін Мехкек, а також син Івана Генераліча — Йосип . На їхніх полотнах переважно зображено пейзажі та картини ідеалізованого сільського життя.
У 1950-х роках школа здобула міжнародну популярність. Художники демонстрували свої роботи на таких виставках, як Бієнале мистецтв Сан-Паулу 1955 року.

## Сучасність
Хорватський музей наївного мистецтва в Загребі має велику кількість робіт Хлебінської школи та інших наївних художників.
У центрі Хлебіна знаходиться головна туристична пам'ятка району — Галерея наївного живопису з картинами та скульптурами художників Хлебінського кола та постійна колекція Івана Генераліча. У галереї проводяться виставки багатьох художників, концерти та фольклорні вистави, привабливі для відвідувачів та туристів.